# Louise Sorel
Louise Sorel, właściwie Louise Jacqueline Cohen (ur. 6 sierpnia 1940 w Los Angeles, w stanie Kalifornia) – amerykańska aktorka telewizyjna.

## Filmografia

### Filmy fabularne
- 1982: Spokojnie, to tylko awaria (Airplane II: The Sequel) jako pielęgniarka
- 1984: Gdzie są ci chłopcy (Where the Boys Are '84) jako Barbara Roxbury
- 1984: Zbrodnie namiętności (Crimes of Passion) jako Claudia

### Seriale TV
- 1962: Naked City jako dziewczyna #1
- 1963: Route 66 jako Ella Faxon
- 1963: Obrońcy (The Defenders)
- 1965: Doktor Kildare (Dr. Kildare) jako Eloise Ruiz
- 1965: Bonanza jako Marie
- 1969: Star Trek jako Rayna Kapec
- 1974: Kojak jako Vicky Brewer
- 1977: Kojak jako Janice Maclay
- 1979: Aniołki Charliego (Charlie’s Angels) jako Lily Burton
- 1982: Magnum jako Eleanor Greeley
- 1982: Knots Landing jako Bess Riker
- 1984–1991: Santa Barbara jako Augusta Lockridge
- 1986–87: Tylko jedno życie (One Life to Live) jako Judith Russell Sanders
- 1992–2000: Dni naszego życia (Days of our Lives) jako Vivian Alamain
- 1998: Sabrina, nastoletnia czarownica (Sabrina, the Teenage Witch) jako pani Saberhagen
- 2009–2011: Dni naszego życia (Days of our Lives) jako Vivian Kiriakis